# Noordwoude
Het waterschap Noordwoude was een fusiewaterschap in de Nederlandse provincie Zuid-Holland, gevestigd in Hazerswoude.
Noordwoude was ontstaan in 1979 uit de fusie van een groot aantal waterschappen, namelijk:
- De Ambachtspolder
- De Geer- en Buurtpolder
- De Gemenewegse Polder
- polder Groenendijk
- polder Haasbroek
- De Noordplas
- De Rijnenburgerpolder
- De Voorofsche polder

en de daarin opgeheven waterschappen